# Gnamptogenys horni
Gnamptogenys horni é uma espécie de formiga do gênero Gnamptogenys.